# Măgurele (Ilfov)
Măgurele is een gemeente in Ilfov. Ilfov is het district dat Boekarest omringt. Măgurele ligt in de regio Muntenië, in het zuiden van Roemenië.